# César Roberty
César Augusto Roberty Moreno (9 de septiembre de 1986) es un luchador venezolano de lucha libre. Compitió en tres Mundiales, logró la 16.ª posición en 2009. Conquistó una medalla de bronce de los Juegos Suramericanos de 2010. Obtuvo dos medallas en los Juegos Bolivarianos, de plata en 2009. Dos veces al podio de los Campeonatos Panamericanos, consiguiendo un bronce en 2007 y 2014. 
Su hermano Ricardo Roberty y su primo José Daniel Díaz y también esposa de Ricardo, Marcia Andrades compiten en torneos de lucha.